# Дајана Пенезић (албум)
Дајана Пенезић је дебитантски студијски албум српске поп певачице Дајане Пенезић, издат 2007. године за Гранд продакшн. Издвојиле су се песме Лево, лево, Мотор и Следећи,  а за баладу Следећи снимљен је музички спот. Сву музику је радио Ромарио, а све текстове Марина Туцаковић, осим две песме које је радила Леонтина.

## Списак песама
Аутор(и) свих текстова: Марина Туцаковић осим 5 и 10 Леонтина Вукомановић, аутор(и) свих песама: Александар Перишић Ромарио осим 5 и 10 Леонтина.
| №   | Назив          | Трајање |  |
| 1.  | Лево, лево     |         |  |
| 2.  | Следећи        |         |  |
| 3.  | Мотор          |         |  |
| 4.  | Ветар          |         |  |
| 5.  | Мирна мирна    |         |  |
| 6.  | Црна кошуља    |         |  |
| 7.  | Уживај         |         |  |
| 8.  | Хитно          |         |  |
| 9.  | Све ми дај     |         |  |
| 10. | Само ме позови |         |  |